# Fuente de Neptuno (Madrid)
La fuente de Neptuno en Madrid es una fuente de estilo neoclásico que representa al dios Neptuno y ocupa el centro de la glorieta a la que popularmente da nombre, dentro de la Plaza de Cánovas del Castillo. Esta fuente monumental representa fue propuesta en 1777 y su construcción, empezada en 1782, finalizó en 1786. En su origen estuvo situada en la bajada de la carrera de San Jerónimo, mirando a la fuente de Cibeles, pero fue trasladada al centro de la citada plaza en 1898. Forma parte de los cinco grandes grupos escultóricos diseñados para el Salón del Prado por Ventura Rodríguez, junto con la fuente de Cibeles, la fuente de Apolo, las Cuatro Fuentes y la fuente de la Alcachofa.

## Historia
En la segunda mitad del siglo XVIII Carlos III emprendió una serie de reformas, entre las que se encontraba la modernización de la capital para ponerla a la altura de las grandes urbes como San Petersburgo o París. En este plan de modernización se incluyó la colocación de monumentos emblemáticos, como la fuente de Cibeles, la Puerta de Alcalá y esta, la fuente de Neptuno. Se concibió como parte de las obras de ordenación del Salón del Prado y forma parte de un programa iconográfico inspirado en la mitología grecorromana.
Diseñada por el arquitecto Ventura Rodríguez, el proyecto se inició en 1777, usándose de modelo unos bocetos de madera realizados por Miguel Ximénez. Fue realizada con mármol blanco procedente de Montesclaros (Toledo) (al igual que la fuente de Cibeles). La obra escultórica fue encargada a Juan Pascual de Mena y este comenzó los trabajos en 1782; pero falleció en 1784, habiendo terminado tan solo la figura de Neptuno, y más próxima al modelo de Hércules Farnesio que a la idea de Ventura Rodríguez.
Las restantes esculturas del monumento fueron continuadas por el discípulo de Mena, José Arias, además de por José Rodríguez, Pablo de la Cerda y José Guerra. Se conserva el dibujo realizado por Ventura Rodríguez que ingresó en el Museo Municipal de Madrid en 1926 procedente del Archivo de Villa.

## Descripción y anecdotario
La fuente se alza sobre un gran pilón circular en cuyo centro se encuentra la figura de Neptuno, dios del mar, una de las doce divinidades del Olimpo, es hijo de Saturno y Rea, y hermano de Júpiter. Se presenta con una culebra enroscada en la mano derecha y el tridente en la izquierda, erguido sobre un carro formado por una concha tirada por dos caballos marinos con cola de pez (hipocampos). Alrededor del carro nadan focas y delfines que arrojan chorros de agua a gran altura. El dios de las aguas pudo ser símbolo de la Marina que Carlos III reformó para hacerla más competitiva y reforzar el nexo con las colonias.
La hambruna que se vivió en Madrid durante la Guerra Civil, mezclada con el humor castizo provocó sucesos como que se le colocara a Neptuno un cartel colgando de su cuello que decía ‘Dadme de comer o quitadme el tenedor’. En 2012, durante una manifestación sindical, las aguas de la fuente fueron teñidas de rojo. Desde 1991 los hinchas del club de fútbol Atlético de Madrid se reúnen en su glorieta para celebrar sus títulos y victorias, momento en el que abandonaron la vecina Fuente de Cibeles que hasta entonces habían utilizado a tales efectos.

## Galería de imágenes

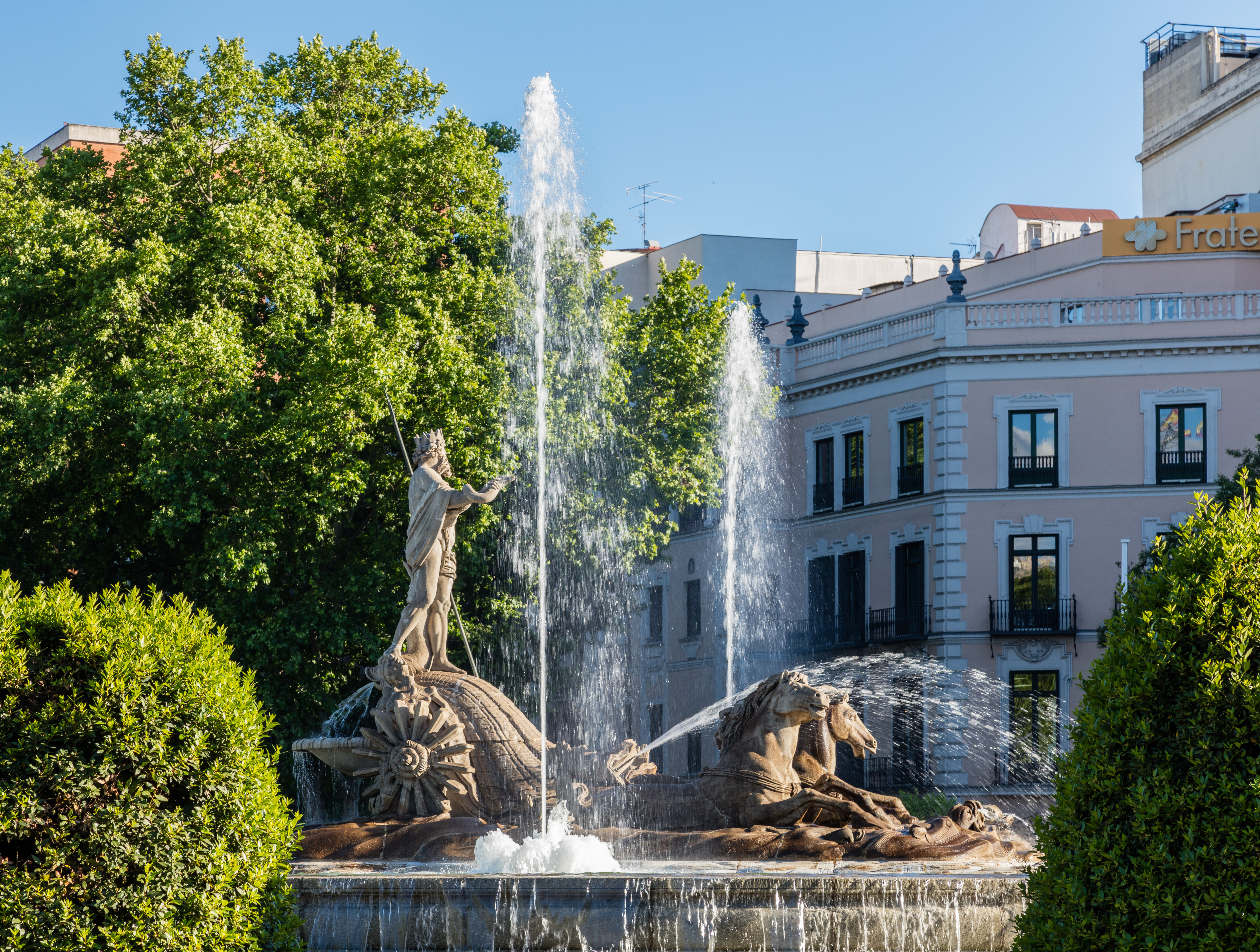
Vista posterior de la fuente (2017).
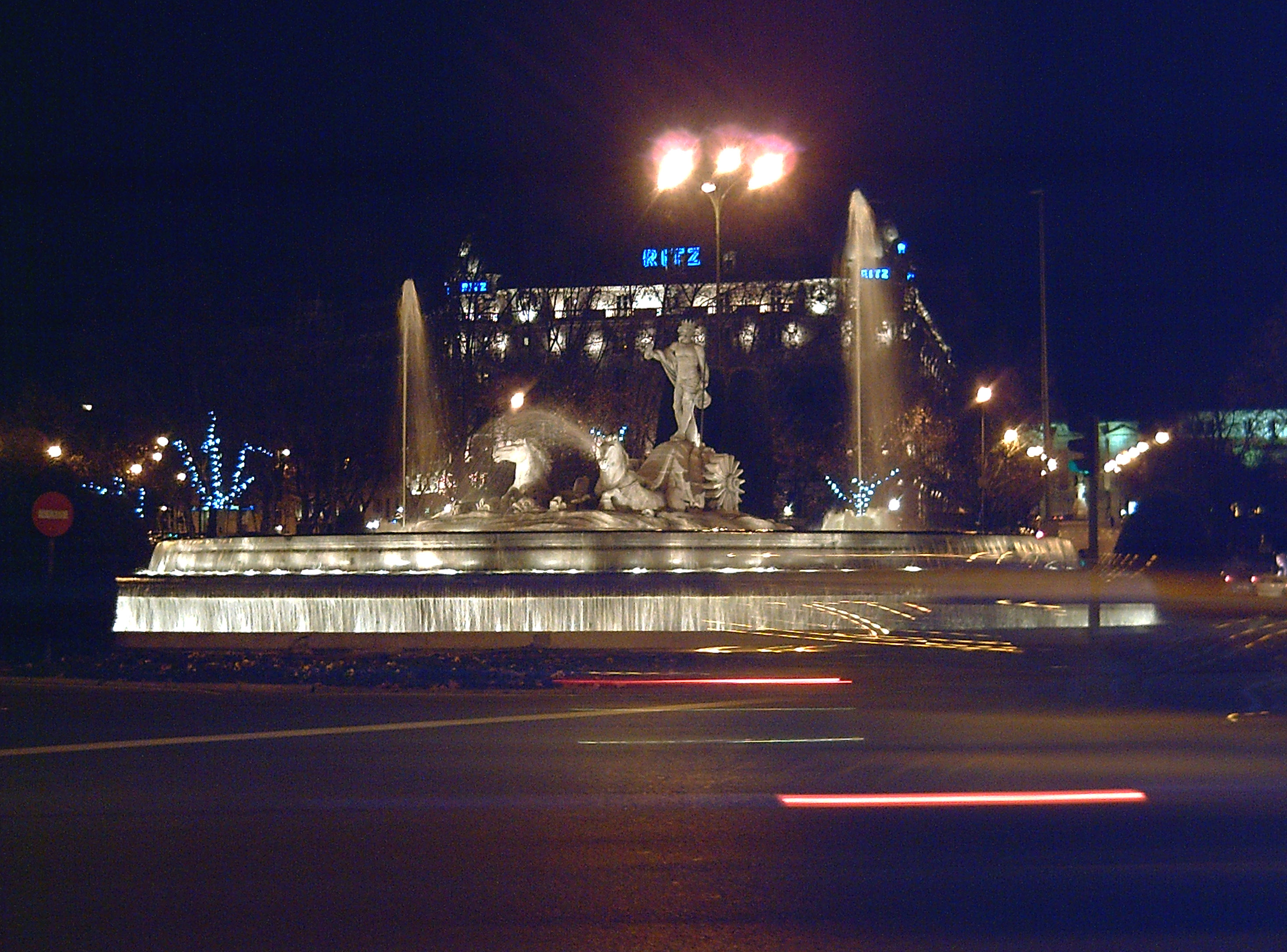
Vista nocturna (2008).
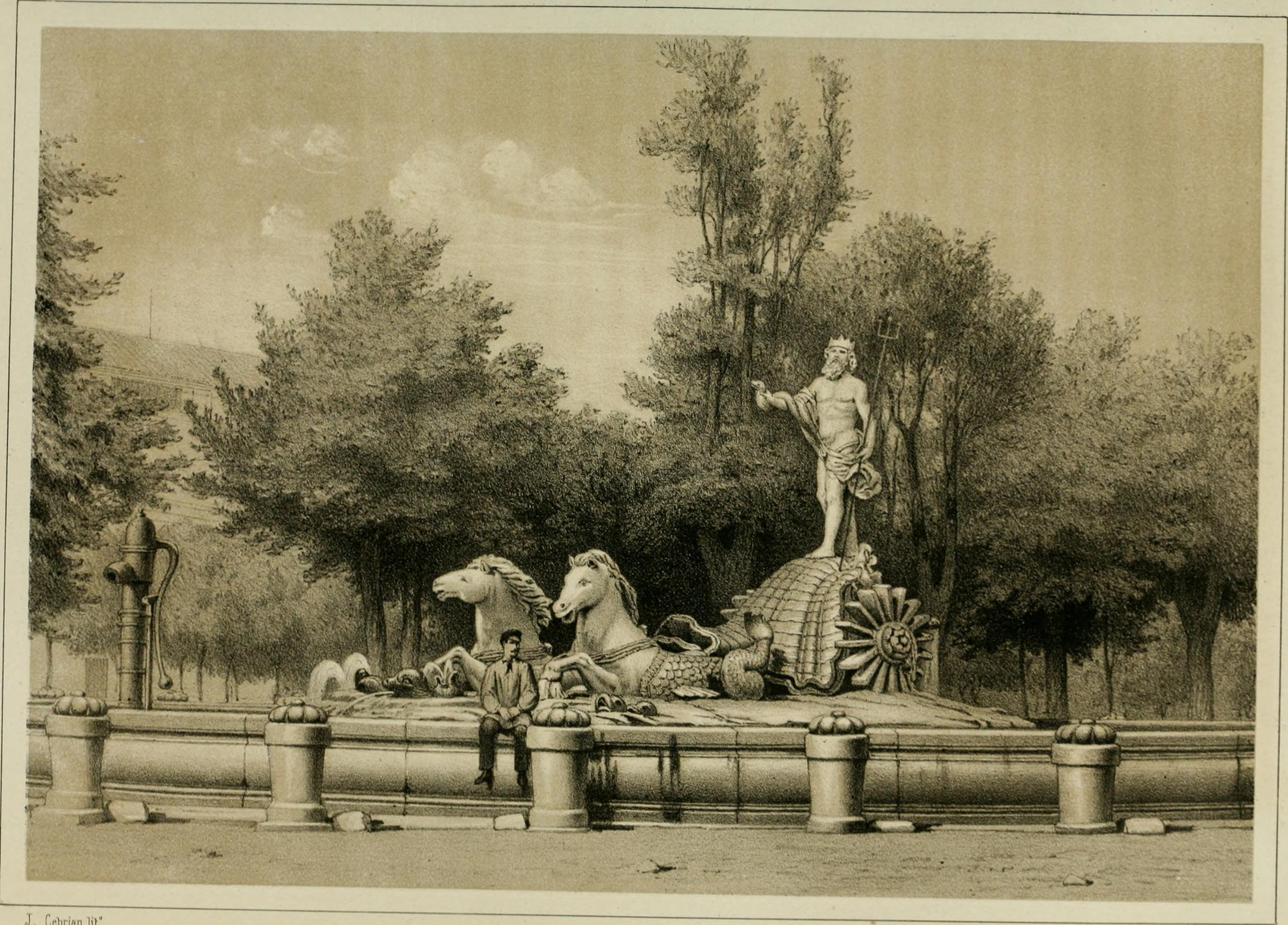
Grabado en la Historia de la Villa y Corte de Madrid (1860).